# サペラヴィ
サペラヴィ（グルジア語: საფერავი;「塗料、染料、色を与える」の意）はジョージア原産の酸味のあるタンテュリエ系のブドウの品種であり、ジョージアで最も著名なワインの多くに用いられている。ロシアでも生産されており、アルメニア、モルドバ、ウクライナ、ウズベキスタン、アゼルバイジャン、オーストラリアでも少量が生産されている。
サペラヴィは以下の別名でも知られている；Didi Saperavi, Kleinberiger, Nerki Khagog, Patara Saperavi, Saparavi, Sapeavi de Kakhetie, Saperaibi, Saperavi de Kachet, Saperavi de Kakhetie, Saperavi Patara, Sapeur, Sapperavi, Sapperavy, Scoperawi, Szaperavi.

## 特徴
果実は中程度から大きく、楕円もしくは丸い形をしており、濃い青みがかった色で、皮が薄い。成熟期間は約5か月で、中程度の収量を有する。葉は三裂で、大きく、丸みを帯びている。
サペラヴィは特徴的な香りと調和の取れた味わい、心地よい渋みを有する濃いワインが生産される。アルコール度数は10.5から12.5%、酸度は5から7%の範囲を持つ。サペラヴィは長期間の熟成に適した非常に濃い赤ワインを産する。高いアルコール濃度を産する能力を有し、より軽い品種とブレンドされることがしばしばある。サペラヴィはジョージアで生産される黒ブドウの中で最も生産量の多い品種である。
サペラヴィは耐寒性を有する品種であり、極めて寒冷な気候に耐えることができることが知られているため、標高の高い地域やカヘティのような内陸の地域で生産に人気がある。タンテュリエ系の品種であり、皮だけではなく果肉にも赤いアントシアニンが含まれる。単一品種のワインに使用されるブドウ品種としてタンテュリエ系が使用されることは非常に少ない。

## 地理
サペラヴィはジョージア東部のカヘティ地方で生まれ、現在ではジョージア全土に広まっている。カヘティ地方で生まれたブドウの栽培品種としては最も古いものの一つであり、ジョージアのワイン産業においては商業的に最も重要な品種であると考えられてきた。

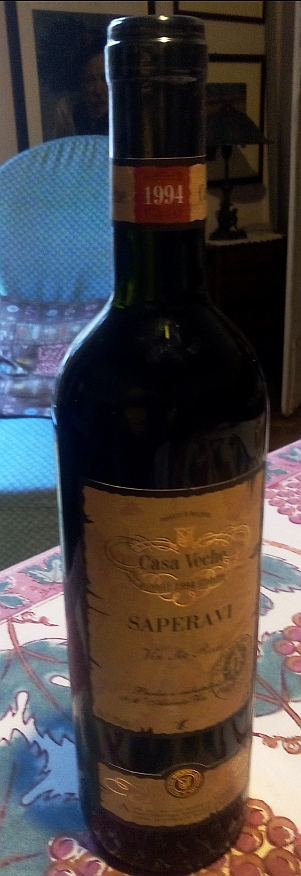
サペラヴィを用いたモルドバワイン 1994年ビンテージ

サペラヴィはジョージアとロシアで主に使用されているが、近年では東ヨーロッパの他の地域にも広まっている（例：モルドバのプルカリ）。サペラヴィは新世界ワインの地域にも広まっており、特にフィンガー・レイクスとナイアガラ半島地域が知られている。オーストリアの少数の生産者においてもサペラヴィは有望な結果を示している。オーストリアではビクトリア州北東部のキング・ヴァレー地域が先鞭をつけた。現時点では、モルドバが世界最大の生産面積を有している。

## ワイン
サペラヴィのみもしくはサペラヴィを主な品種として製造される著名なジョージアワインには以下がある；
- キンズマラウリ：半甘口（セミスイート）のワインであり、2年間熟成される。クヴァレリ地区（英語版）で生産されている。原料のブドウはサペラヴィから作られる他ワインのほとんどよりも遅くに収穫される。
- アカシェニ（英語版）：キンズマラウリと同様の半甘口（セミスイート）のワインであり、グルジャアニ地区（英語版）で生産されている。
- ムクザニ（英語版）：辛口のワインであり、3年間熟成される。ムクザニ地域で生産されている。当地の最良のブドウが使用され、ジョージアワインの中で最良の物の1つだとされている。
- ナパレウリ：辛口のワインであり、3年間熟成される。テラヴィ地区（英語版）のナパレウリ村で生産されている。当地の最良のブドウが使用され、ジョージアワインの中で最良の物の1つだとされている。
- アラザニ（英語版）：軽い半甘口（セミスイート）のワインであり、アラザニ地域で生産されている。サペラヴィ60%とルカツィテリ40%のブレンドである。温暖な気候により他の地域より甘いブドウが生産されている。